# إرنست كينت كولتر
إرنست كينت كولتر (بالإنجليزية: Ernest Kent Coulter)‏ هو صحفي أمريكي، ولد في 14 نوفمبر 1871، وتوفي في 1 مايو 1952.